# D’Angelo
D’Angelo, właśc. Michael Eugene Archer (ur. 11 lutego 1974 w Richmond, w Wirginii) – amerykański piosenkarz soul, autor piosenek i producent muzyczny.

## Życiorys
D’Angelo był synem i wnukiem kaznodziejów zielonoświątkowych i zaczął grać na fortepianie w wieku 5 lat.
Wydał cztery albumy – Brown Sugar, Voodoo, Live at the Jazz Cafe oraz Black Messiah. Płyta Voodoo, z singlem Untitled (How Does It Feel), wyrażającym hołd dla Prince’a, trafiła na czołowe miejsca list przebojów; sukces odniósł również pierwszy album D’Angelo. Współpracuje z wieloma innymi muzykami, m.in. nagrywał z Lauryn Hill, Raphaelem Saadiqiem i Royem Hargrove’em.
W 2005 został skazany na trzy lata więzienia w zawieszeniu za posiadanie kokainy i prowadzenie samochodu pod wpływem narkotyków.

## Dyskografia
Albumy
| Brown Sugar                             | - Data: 3 lipca 1995 - Wydawca: EMI        | 55 | 5  | –  | –  | 66 | 47 | –  | –  | - USA: platynowa płyta - CAN: złota płyta |
| Voodoo                                  | - Data: 11 stycznia 2000 - Wydawca: Virgin | 21 | 1  | 7  | 42 | 28 | 10 | –  | –  | - USA: platynowa płyta - CAN: złota płyta |
| Black Messiah                           | - Data: 15 grudnia 2014 - Wydawca: RCA     | 47 | 22 | 17 | 25 | 10 | 30 | 50 | 72 |                                           |
| „–” oznacza, że album nie był notowany. |                                            |    |    |    |    |    |    |    |    |                                           |

Single
| „Brown Sugar”                                                                | 1995 | 24 | 27  |                    | Brown Sugar                           |
| „Cruisin’”                                                                   | 1995 | 31 | 53  |                    | Brown Sugar                           |
| „Lady”                                                                       | 1996 | 21 | 10  | - USA: złota płyta | Brown Sugar                           |
| „Me and Those Dreamin’ Eyes of Mine”                                         | 1996 | –  | 74  |                    | Brown Sugar                           |
| „Cold World” (Genius/GZA feat. D’Angelo & Inspectah Deck aka Rollie Fingers) | 1996 | 40 | 97  |                    | Liquid Swords                         |
| „She’s Always In My Hair”                                                    | 1998 | –  | –   |                    | Scream 2 (ścieżka dźwiękowa)          |
| „Devil’s Pie”                                                                | 1998 | –  | –   |                    | Belly (ścieżka dźwiękowa)             |
| „Nothing Even Matters” (Lauryn Hill feat. D’Angelo)                          | 1999 | –  | 105 |                    | The Miseducation of Lauryn Hill       |
| „Break Ups 2 Make Ups” (Method Man feat. D’Angelo)                           | 1999 | 33 | 98  |                    | Tical 2000: Judgement Day             |
| „Heaven Must Be Like This”                                                   | 1999 | –  | –   |                    | Down In The Delta (ścieżka dźwiękowa) |
| „Your Precious Love” (feat. Erykah Badu)                                     | 1999 | –  | –   |                    | High School High (ścieżka dźwiękowa)  |
| „Left & Right” (feat. Method Man & Redman)                                   | 1999 | –  | 75  |                    | Voodoo                                |
| „Untitled (How Does It Feel)”                                                | 2000 | –  | 25  |                    | Voodoo                                |
| „Send It On”                                                                 | 2000 | –  | 120 |                    | Voodoo                                |
| „Feel Like Makin’ Love”                                                      | 2000 | –  | –   |                    | Voodoo                                |
| „Be Here” (Raphael Saadiq feat. D’Angelo)                                    | 2002 | –  | 99  |                    | Instant Vintage                       |
| „Imagine” (Snoop Dogg feat. Dr. Dre & D’Angelo)                              | 2007 | –  | –   |                    | Blue Carpet Treatment                 |
| „So Far To Go” (Common feat. D’Angelo)                                       | 2007 | –  | –   |                    | Finding Forever                       |
| „I Found My Smile Again”                                                     | 2008 | –  | –   |                    | Space Jam (ścieżka dźwiękowa)         |
| „Really Love”                                                                | 2014 | –  | –   |                    | Black Messiah                         |
| „Betray My Heart”                                                            | 2015 | –  | –   |                    | Black Messiah                         |
| „–” oznacza, że singel nie był notowany.                                     |      |    |     |                    |                                       |